# Bazylika Wniebowzięcia Najświętszej Marii Panny w Ludźmierzu
Bazylika Wniebowzięcia Najświętszej Marii Panny w Ludźmierzu – sanktuarium maryjne z figurką Matki Boskiej Ludźmierskiej, nazywanej Gaździną Podhala.

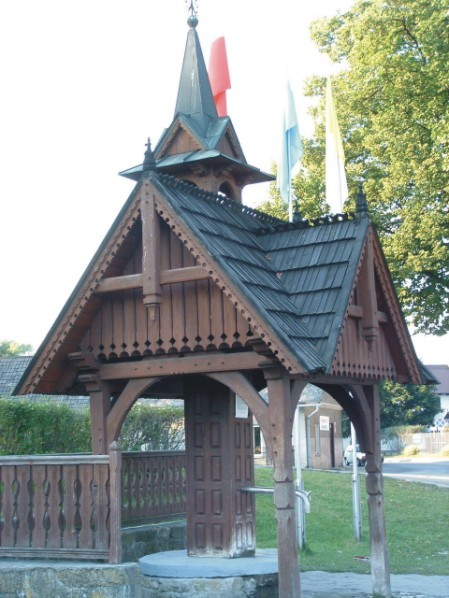
Cudowne Źródełko

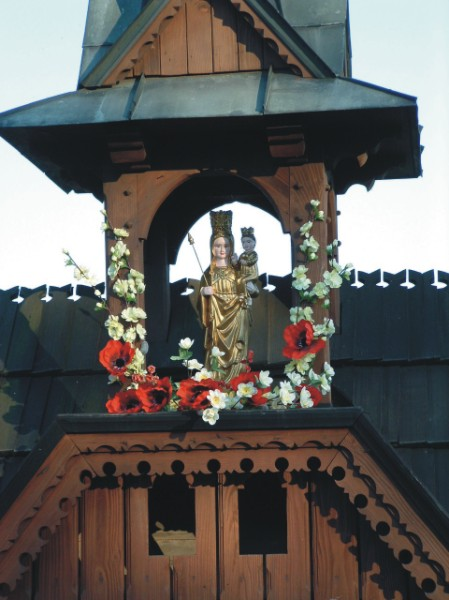
M.B.Ludźmierska Gaździna Podhala (replika przy cudownym źródełku)

## Historia

### Budowa drewnianego kościoła
Ludźmierz jest najstarszą parafią katolicką na Podhalu. Jego historia sięga XIII wieku. Wiąże się z historią możnego rodu Gryfitów, który już pod koniec XII wieku otrzymał mocą nadań książęcych we władanie ziemię podhalańską. W roku 1234 w Dankowie koło Krzepic krakowski wojewoda z rodu Gryfitów, Teodor, od księcia krakowskiego i śląskiego, Henryka Brodatego, otrzymał stosowny dokument, na mocy którego miał prawo zakładania osad na terenie przynależnym do rzek: Ostrówka, Dunajec i Dunajec Czarny, Rogoźnik, Lepietnica, Słona, Ratajnica, Nedelska, Stradomka. Jeszcze tego samego roku, uzyskawszy zezwolenie od biskupa krakowskiego Wisława, Teodor Gryfita rozpoczął wznoszenie kościoła w Ludźmierzu, modrzewiowego, z trzema ołtarzami wewnątrz.

### Cystersi
Aby szerzyć nie tylko wiarę chrześcijańską, ale też osadnictwo na tych terenach, sprowadził na Podtatrze cystersów, którzy znani byli z nowoczesnych metod uprawy ziemi. Przybyli z Francji, Włoch i Jędrzejowa.

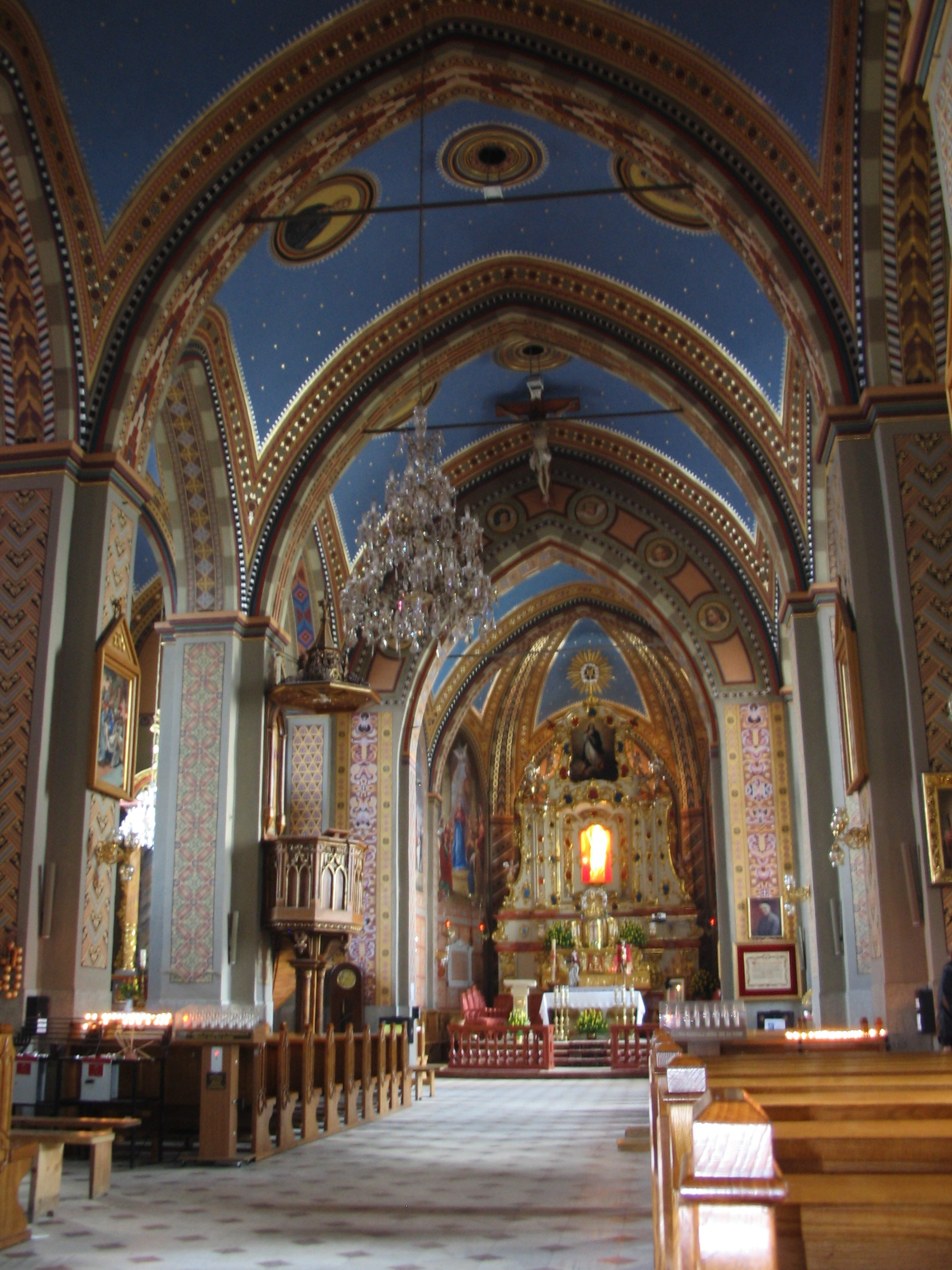
Wnętrze kościoła

Przy kościele stanął niewielki drewniany klasztor kryty gontem. Obok postawiono budynki gospodarcze. Klasztorne zabudowania, które ostatecznie spłonęły w pożarze w 1796, praktycznie już od 1245 roku stały opustoszałe. Zakonnicy przenieśli się do Szczyrzyca, prawdopodobnie z powodu częstych najazdów Tatarów i napadów zbójeckich, jakie nękały klasztor i okolicę. Jednakże parafią w Ludźmierzu kierowali do roku 1824, przekazując ją później pod zarząd diecezjalny.

### Murowany kościół
W latach 1869–77 kościół został rozebrany, a w jego miejscu wybudowano obecną murowaną świątynię w stylu neogotyckim. Przeniesiono do niej rokokowy ołtarz z figurą Matki Boskiej Ludźmierskiej. W 2001 roku kościół otrzymał tytuł bazyliki mniejszej.
Obecnym proboszczem parafii jest ks. Jerzy Filek.
W bazylice znajdują się 26-głosowe organy, które zostały sprowadzone z XII-wiecznego kościoła Św. Jana w Oldenburg in Holstein. Zastąpiły nieużywany od 2017 roku 15-głosowy instrument Tomasza Falla z 1892 roku.

## Kult figury Matki Bożej Ludźmierskiej
Figurka, która od czasów średniowiecza przyciągała pielgrzymów wierzących w jej cudowne właściwości, początkowo znajdowała się w bocznym ołtarzu. W ołtarzu głównym umieszczona była Matka Boska z Dzieciątkiem (nieco młodsza, z 1420 roku) uchodząca pod względem artystycznym za piękniejszą. W 1776 roku przeniesiono adorowany wizerunek MB, a wkrótce wzniesiono rokokowy ołtarz wielki. Sam kult Matki Boskiej najpierw w Ludźmierzu, a potem w Szczyrzycu wiąże się z regułą zakonną cystersów, dla których szczególna cześć oddawana Matce Bożej i jej rozpowszechnianie jest jednym z głównych zadań zgromadzenia.
Figura Matki Boskiej Ludźmierskiej liczy prawdopodobnie 600 lat. Drewniany posążek ma 125 cm. W 1963 roku MB Ludźmierską koronował kardynał Stefan Wyszyński. Replika znajduje się przy źródełku u wejścia do sanktuarium. Samemu źródełku również przypisywane są cudowne właściwości.

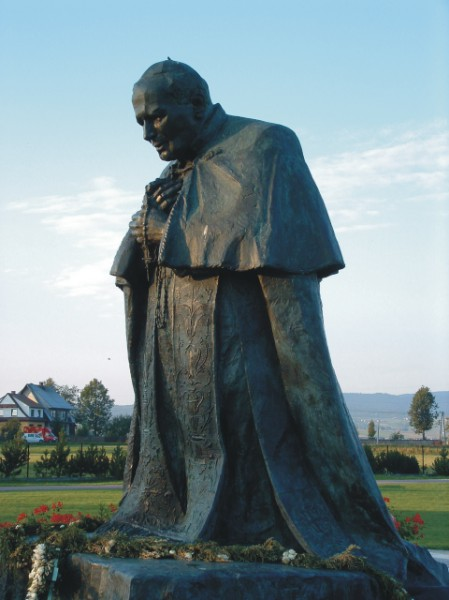
Pomnik papieża w Ogrodzie Różańcowym

O Gaździnie Podhala opowiada średniowieczna legenda pochodząca z roku ok. 1400:

Węgierski kupiec, handlujący winem, jechał na jarmark do Nowego Targu. Na ludźmierskich bagnach i torfowiskach zaskoczyła go noc. Kiedy zaczął się modlić, wzywając Boga na pomoc, ujrzał otuloną w złocisty obłok postać uśmiechniętej Pani. Zachęcała go do podjęcia jeszcze jednej próby wydostania się z grzęzawiska. Wtem konie niespodziewanie nabrały sił i kupiec wyprowadził wóz na trakt. Jechał, prowadzony przez świetlistą postać, która przywiodła go przed kościół w Ludźmierzu. Zrozumiał, że jest to Matka Boża. Kiedy chciał uklęknąć i podziękować, zjawa zniknęła, a w miejscu, gdzie klęczał, zaczęło bić źródełko. Kupiec złożył śluby, że przyniesie do kościoła figurkę podobną do Tej, którą spotkał. Złożone śluby widać spodobały się Bogu, bo obdarzył figurkę i wodę ze źródła cudownymi właściwościami.

## Ogród Różańcowy

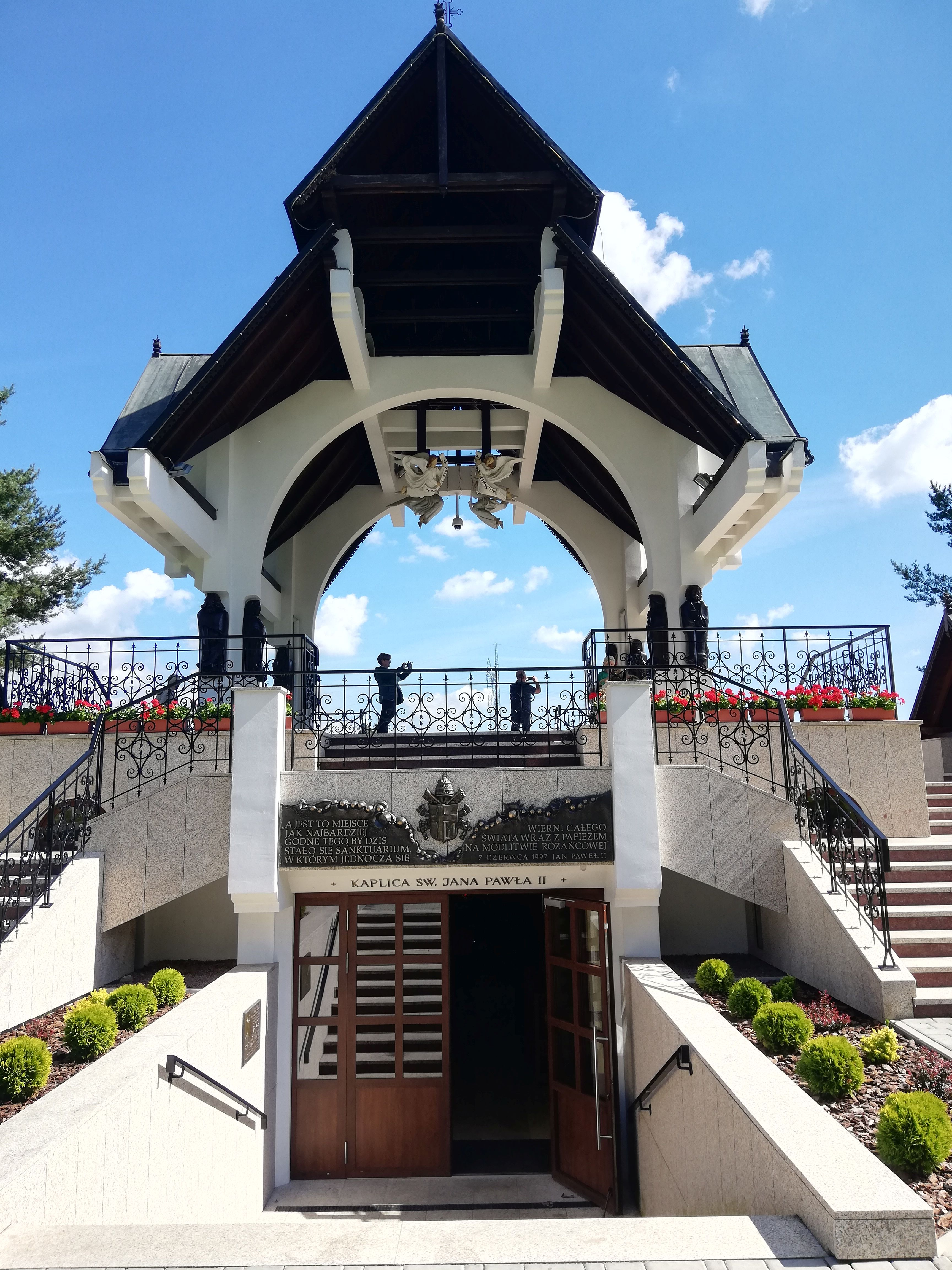
Ludźmierz, kaplica św. Jana Pawła II w Ogrodzie Różańcowym

Do kościoła w Ludźmierzu przylega cudowny Ogród Różańcowy. Pięknie zaprojektowany, zadbany i utrzymany, przypomina o pobycie na Podhalu i w sanktuarium ludźmierskim w 1997 roku papieża Jana Pawła II oraz jego nauce o znaczeniu modlitwy różańcowej. W centrum ogrodu umieszczona jest naturalnej wielkości rzeźba przedstawiająca papieża. Spośród znanych pomników Jana Pawła II wyróżnia ją to, że przedstawia postać Jana Pawła II klęczącego.

## Święta

### 15 sierpnia – Wniebowzięcie Najświętszej Maryi Panny
Do sanktuarium w Ludźmierzu pielgrzymi przybywają przede wszystkim w święto maryjne 15 sierpnia. Tradycję pielgrzymowania górali z całego Podhala, a także z dalszych okolic, w tym Zagórzan, opisał Władysław Orkan w powieści W roztokach.

### Dożynki
Drugim ważnym świętem jest pierwsza niedziela września, Matki Bożej Siewnej, kiedy górale dziękują swojej patronce za zbiory. Dożynki rozpoczynają się pochodem spod Domu Związku Podhalan, który w Ludźmierzu ma swoją siedzibę. Pochód podąża do kościoła, gdzie odprawiana jest msza na ołtarzu polowym, znajdującym się na terenie Ogrodu Różańcowego.

## Muzyka związana z sanktuarium
Sanktuarium ludźmierskie pozostawiło ślad w muzyce. Nieszpory ludźmierskie do psalmów Leszka Aleksandra Moczulskiego z muzyką Jana Kantego Pawluśkiewicza, pochodzącego z Nowego Targu, były wydarzeniem artystycznym. Nieszpory reprezentowały kulturę polską na Światowej Wystawie Expo 98 w Lizbonie.